# Ratownictwo okrętowe
Ratownictwo okrętowe – odpłatne działania niesienia pomocy na morzu podejmowane w oparciu o zawieraną stosowną umowę przez uprawnionych wyspecjalizowanych przedsiębiorców lub rzadziej przez organizacje społeczne instytucje państwowe dla ratowania:
- środowiska – usuwanie rozlewów olejowych i innych substancji niebezpiecznych na morzu.
- mienia – odpłatne ratowanie statku, ładunku.

W Polsce działalnością tą zajmuje się Polskie Ratownictwo Okrętowe.